# Jacob II Bernoulli
Jacob Bernoulli ou Jakob, também conhecido por Jacob II Bernoulli (Basileia, Suíça, 17 de outubro de 1759 — São Petersburgo, Rússia, 3 de julho de 1789), foi um matemático suíço. 
O nome de vários membros da família aparece numerado devido à existência de múltiplos Bernoulli matemáticos partilhando o mesmo nome. Jacob I Bernoulli foi seu tio-avô.

## Vida e obra
Filho mais novo do matemático Johann II Bernoulli e sobrinho de Daniel Bernoulli e Nicolau II formou-se em direito mas, como os seus familiares, dedicou-se à matemática e à física-matemática. 
Algum tempo depois de uma candidatura sem sucesso à cadeira ministrada pelo seu tio Daniel na Universidade de Basileia, surgiu o convite para leccionar na universidade de São Petersburgo.
Na Rússia apresentou trabalhos fundamentais de física-matemática, nomeadamente nas áreas de balística e elasticidade. 
Dois meses antes de completar os trinta anos de idade morreu afogado no rio Neva, em São Petersburgo.